# Marc-Andrea Hüsler
Marc-Andrea Hüsler (* 24. Juni 1996 in Zürich) ist ein Schweizer Tennisspieler.

## Karriere
Marc-Andrea Hüsler spielte nach einigen wenigen Matches auf der ITF Junior Tour 2014 erstmals bei den Profis. Bis 2017 konnte er auf der unterklassigen ITF Future Tour im Doppel zwei Finals erreichen, während er im Einzel nie über den Viertelfinal hinaus kam.
2017 kam er in der Schweiz bei den ATP-World-Tour-Turnieren in Gstaad und Basel durch Wildcards zu Einsätzen in der Qualifikation, die er jeweils nicht positiv gestalten konnte. Im Doppel stand er mit einer Wildcard sogar im Hauptfeld und konnte mit Nenad Zimonjić zum Auftakt gewinnen, ehe die Paarung im Viertelfinal knapp scheiterte. Bis zum Ende des Jahres konnte er noch zwei Future-Finals im Einzel erreichen, von denen er eines gewann. Zudem gewann er im Doppel zwei Titel bei fünf Finals und feierte seine Premiere auf der zweitklassigen ATP Challenger Tour in Ismaning. In der Weltrangliste konnte er mit Rang 723 im Einzel sowie 367 im Doppel jeweils neue Bestplatzierungen aufstellen. Hüsler spielte 2017 auch in der Schweizer Tennisliga NLA-Interclub für den TC Seeblick, mit dem er 2017 im zweiten Anlauf die Meisterschaft gewinnen konnte.
2018 feierte er seinen ersten Turniersieg auf der Challenger Tour in Winnipeg: Im Doppel besiegte er mit Sem Verbeek im Final das Brüderpaar Marcel und Gerard Granollers. Wenige Tage später erzielte er mit einem Sieg über den ehemaligen Top-10-Spieler Nicolás Almagro bei dem ATP-Turnier in Gstaad seinen bisher grössten Erfolg der Einzel-Karriere. Im gleichen Jahr gab er gegen Kasachstan sein Debüt für die Schweizer Davis-Cup-Mannschaft. Bei den Swiss Indoors Basel erreichte er im Doppel erstmals den Viertelfinal in einem Tennisturnier der Kategorie ATP World Tour 500. Zusammen mit Spielpartner Sem Verbeek besiegte er dabei die als Nummer 1 gesetzte Doppel-Paarung Raven Klaasen / Michael Venus.
2019 verzeichnete Hüsler seinen ersten Einzel-Turniersieg auf Challenger-Niveau. In San Luis Potosí gewann er im Final gegen den über 200 Positionen vor ihm klassierten, als Nummer 2 gesetzten Spanier Adrián Menéndez 7:5, 7:6 (7:3). Hüsler machte in der Weltrangliste einen Sprung von Platz 351 auf 281. Im Jahr 2020 konnte er erstmals in die Top 150 vorstossen. Mit dem Sieg in Ismaning spielte er sich auf Platz 148 und wurde die Nummer 3 der Schweiz.
2022 erreichte er den Halbfinal beim Turnier in Winston-Salem, den ersten bei einem Turnier der ATP Tour. Damit wurde er in der Weltrangliste mit Platz 85 am bislang höchsten notiert und wurde die Nummer 1 der Schweiz.

## Erfolge
| Legende (Anzahl der Siege)  |
| Grand Slam                  |
| ATP World Tour Finals       |
| ATP World Tour Masters 1000 |
| ATP World Tour 500          |
| ATP World Tour 250 (2)      |
| ATP Challenger Tour (11)    |

| ATP-Titel nach Belag |
| Hartplatz (1)        |
| Sand (1)             |
| Rasen (0)            |

### Einzel

#### Turniersiege

##### ATP Tour
| Nr. | Datum           | Turnier | Belag         | Finalgegner | Ergebnis  |
| --- | --------------- | ------- | ------------- | ----------- | --------- |
| 1.  | 2. Oktober 2022 | Sofia   | Hartplatz (i) | Holger Rune | 6:4, 7:68 |

##### ATP Challenger Tour
| Nr. | Datum              | Turnier             | Belag       | Finalgegner             | Ergebnis        |
| --- | ------------------ | ------------------- | ----------- | ----------------------- | --------------- |
| 1.  | 21. April 2019     | San Luis Potosí     | Sand        | Adrián Menéndez         | 7:5, 7:63       |
| 2.  | 26. September 2020 | Sibiu               | Sand        | Tomás Martín Etcheverry | 7:5, 6:0        |
| 3.  | 25. Oktober 2020   | Ismaning            | Teppich (i) | Botic van de Zandschulp | 6:73, 7:62, 7:5 |
| 4.  | 9. April 2022      | Mexiko-Stadt        | Sand        | Tomás Martín Etcheverry | 6:4, 6:2        |
| 5.  | 24. April 2022     | Aguascalientes      | Sand        | Juan Pablo Ficovich     | 6:4, 4:6, 6:3   |
| 6.  | 17. August 2024    | Grodzisk Mazowiecki | Hartplatz   | Vít Kopřiva             | 6:1, 6:4        |
| 7.  | 6. April 2025      | Morelos             | Hartplatz   | Dmitri Popko            | 6:4, 3:6, 6:4   |

### Doppel

#### Turniersiege

##### ATP Tour
| Nr. | Datum         | Turnier | Belag | Partner          | Finalgegner                 | Ergebnis  |
| --- | ------------- | ------- | ----- | ---------------- | --------------------------- | --------- |
| 1.  | 25. Juli 2021 | Gstaad  | Sand  | Dominic Stricker | Szymon Walków Jan Zieliński | 6:1, 7:67 |

##### ATP Challenger Tour
| Nr. | Datum            | Turnier       | Belag         | Partner         | Finalgegner                         | Ergebnis           |
| --- | ---------------- | ------------- | ------------- | --------------- | ----------------------------------- | ------------------ |
| 1.  | 14. Juli 2018    | Winnipeg      | Hartplatz     | Sem Verbeek     | Marcel Granollers Gerard Granollers | 6:75, 6:3, [14:12] |
| 2.  | 23. Februar 2019 | Morelos       | Hartplatz     | André Göransson | Gonzalo Escobar Luis David Martínez | 6:3, 3:6, [11:9]   |
| 3.  | 31. Oktober 2020 | Hamburg       | Hartplatz (i) | Kamil Majchrzak | Lloyd Glasspool Alex Lawson         | 6:3, 1:6, [20:18]  |
| 4.  | 13. Februar 2021 | Potchefstroom | Hartplatz     | Zdeněk Kolář    | Peter Polansky Brayden Schnur       | 6:4, 2:6, [10:4]   |

## Abschneiden bei Grand-Slam-Turnieren

### Einzel
| Turnier         | 2021 | 2022 | 2023 | 2024 | 2025 | Karriere |
| --------------- | ---- | ---- | ---- | ---- | ---- | -------- |
| Australian Open | Q2   | Q1   | 1    | Q2   | Q1   | 1        |
| French Open     | Q2   | Q1   | 1    | Q1   | Q1   | 1        |
| Wimbledon       | Q2   | 1    | 1    | Q1   | Q1   | 1        |
| US Open         | Q1   | 1    | 1    | Q1   |      | 1        |

Zeichenerklärung: S = Turniersieg; F, HF, VF, AF = Einzug in den Final / Halbfinal / Viertelfinal / Achtelfinal; 1, 2, 3 = Ausscheiden in der 1. / 2. / 3. Hauptrunde; Q1, Q2, Q3 = Ausscheiden in der 1. / 2. / 3. Qualifikationsrunde; nicht ausgetragen